# Glypta gracilis
Glypta gracilis är en stekelart som beskrevs av Hellen 1915. Glypta gracilis ingår i släktet Glypta och familjen brokparasitsteklar. Inga underarter finns listade i Catalogue of Life.